# Mike Teti
Michael Francis "Mike" Teti (født 20. september 1956 i Upper Darby, Pennsylvania, USA) er en amerikansk tidligere roer.
Teti vandt en bronzemedalje i discplinen otter ved OL 1988 i Seoul, sammen med Jonathan Smith, Ted Patton, Jack Rusher, Peter Nordell, Jeffrey McLaughlin, Doug Burden, John Pescatore og styrmand Seth Bauer. I finalen blev amerikanerne kun besejret af guldvinderne fra Vesttyskland og af sølvvinderne fra Sovjetunionen.
Teti vandt desuden en VM-guldmedalje i otter ved VM 1987 i Danmark, og en bronzemedalje i samme disciplin ved VM 1985 i Belgien.
Efter sin aktive karriere har Teti fungeret som træner for både Princeton University, University of California og det amerikanske ro-landshold.

## OL-medaljer
- 1988:  Bronze i otter